# بيئة العمل التعاونية
تدعم بيئة العمل التعاونية أشخاصًا مثل: العاملين عن بعد في عملهم الفردي أو التعاوني، وتتضمن أبحاث بيئة العمل التعاونية التركيز على القضايا التنظيمية والتقنية والاجتماعية.

## المعلومات الأساسية
تطورت ممارسات العمل في بيئة العمل التعاونية من النموذج التقليدي أو نموذج الموقع الجغرافي المشترك، حيث إن الموظفين في بيئة العمل التعاونية يعملون معًا بغض النظر عن اختلاف مواقعهم الجغرافية، وفي هذا السياق يستخدم الموظفون عن بعد بيئة عمل تعاونية لتقديم المعلومات ومشاركتها، وتبادل الآراء من أجل التوصّل إلى فهم مشترك، وتتيح هذه الممارسات تعاونًا فعّالاً بين الكفاءات المختلفة.

## الوصف
تعتبر التطبيقات أو الخدمات التالية من عناصر بيئة العمل التعاونية:
- البريد الإلكتروني
- المراسلة الفورية
- التطبيقات التشاركية
- المؤتمرات المرئية
- مساحة العمل المشتركة، ونظام إدارة الوثائق والتحكم بالمراجعات
- إدارة المهام وسير العمل
- جهود فريق أو مجتمع «ويكي» لتحرير صفحات الويكي (على سبيل المثال: صفحات ويكي التي تصف المفاهيم لتتيح فهمًا مشتركًا داخل مجموعة أو مجتمع)
- التدوين حيث تُصنّف المدخلات وِفقًا لمجموعات أو مجتمعات أو مفاهيم أخرى تدعم التعاون

## نظرة عامة
يعتبر مفهوم بيئة العمل التعاونية مستمدًّا من فكرة مساحات العمل الافتراضية، وهو مرتبط بمفهوم العمل عن بعد، ويوسّع نطاق المفهوم التقليدي للمهنيين ليشمل أي نوع من العاملين في مجال المعرفة الذين يستخدمون بيئة تكنولوجيا المعلومات والاتصالات وأدواتها بشكل مكثف أثناء ممارسة عملهم.
وعادة ما يقوم مجموعة من الأشخاص العاملين عن بعد بأداء عملهم التعاوني عن طريق استخدام بيئات عمل تعاونية.
وتشير بيئة العمل التعاونية إلى التعاون عبر الإنترنت (مثل: الفِرَق الافتراضية، والتعاون الجماعي، والتوزيع التعاوني)، وشبكات الممارسين عبر الإنترنت (مثل: مجتمع المصادر المفتوحة)، ومبادئ الابتكارات المفتوحة.

## أنظمة العمل التعاوني
تشير بيئة العمل التعاونية إلى التعاون عبر الإنترنت (مثل: الفِرَق الافتراضية، والتعاون الجماعي، والتوزيع التعاوني)، وشبكات الممارسين عبر الإنترنت (مثل: مجتمع المصادر المفتوحة)، ومبادئ الابتكارات المفتوحة.
يُعتبر نظام العمل التعاوني وحدة تنظيمية تحدث في أي وقت تظهر فيه الحاجة إلى التعاون، سواء كان رسميًا أو غير رسمي، مقصودًا أو غير مقصود.
أنظمة العمل التعاونية هي تلك التي بُذلت فيها جهود واعية لإنشاء استراتيجيات وسياسات وهياكل من أجل إضفاء الطابع المؤسسي على القيم والسلوكيات والممارسات التي تعزز التعاون بين الأطراف المختلفة في المنظمة لتحقيق الأهداف التنظيمية.
وسيُتيح المستوى العالي من القدرة التعاونية عملاً أكثر كفاءة على كل من الصعيد المحلي واليومي، وعلى الصعيد العالمي وطويل الأمد كذلك.
وتعرّف بيرلين التعاون على أنه عمل مشترك بين شخصين أو أكثر حيث يُنفّذ العمل مع إحساس بالهدف والاتجاه المشترك الذي يهتم بالبيئة ويستجيب لها.
يحدث التعاون في معظم المنظمات بصورة طبيعية، ولكن قد تشكل ممارسات العمل غير الواضحة عوائق أمام التعاون الطبيعي، والنتيجة هي خسارة جودة اتخاذ القرار وفقدان الوقت الثمين. إن أنظمة العمل التعاونية جيدة التصميم لا تتغلب فقط على العواقب الطبيعية، وإنما تبني أيضًا ثقافة العمل التعاوني، والذي يصبح جزءًا لا يتجزأ من هيكل المنظمة.

## الاختلافات عن أنظمة العمل التعاوني
ترتبط أنظمة العمل التعاونية ببيئة العمل التعاونية، حيث تركز فكرة المصطلح الثاني بشكل أكبر على التقنية وقد أُصدرت من مفهوم مساحة العمل المشترك بناء على الأبحاث ضمن مشروع الفسيفساء.
إن مفهوم «النظام» في أنظمة العمل التعاونية له قوة ذاتية التفسير والتي تختلف عن «البيئة»، حيث يرتبط المفهوم الأول (النظام) بوحدة متكاملة، بما في ذلك العمل التعاوني الذي تم تصوّره كنشاط هادف، بينما يركّز المفهوم الآخر على البيئة المحيطة  (ممارسات العمل التعاوني) والتي تشمل غالبًا عددًا متنوّعًا من الأدوات وتطبيقات البرامج للتعاون عن بعد، بما في ذلك المؤتمرات المرئية، والوثائق، وإدارة سير العمل بين التقنيات الأخرى.
ويتضمن نظام العمل التعاوني بشكل عام بيئة عمل تعاونية على أن تكون مُصوّرة بشكل أساسي كمجموعة من الأنشطة الإنسانية سواء عن قصد أو بغير قصد وأن تظهر في كل مرة يحدث فيها التعاون، وذلك يمكّن من التركيز على ممارسات العمل الضرورية للتعاون الإنساني ويلفت الانتباه إلى المتغيرات السلوكية الهامّة مثل: القيادة، والتحفيز التي لا تعتبر ضمن تعريف بيئة العمل التعاونية.

### نظام العمل التعاوني والبرمجيات التعاونية
إلى جانب القيادة القائمة على المشاركة، يوجد عنصر آخر أساسي من أجل نظام عمل تعاوني ناجح وهو توفّر التقنية التعاونية الجماعية أو البرمجيات الجماعية وهي الأجهزة وأدوات البرامج التي تساعد المجموعات في الوصول إلى المعلومات ومشاركتها، والتي يحتاج الأشخاص المهنيين إلى تلقّيها أو التدرّب عليها أو تعليمها.
ومع ذلك فإن نظام العمل التعاوني لا يتطلب بالضرورة دعم البرمجيات الجماعية، وهناك طريقة بسيطة لإدراك العلاقة بين المفهومين وهي اعتبار أن العمل التعاوني المدعوم بالحاسوب ككل يتكون من نظام عمل تعاوني مدعوم ببرمجيات تعاونية أو برمجيات جماعية.
ومن جهة أخرى فإن بيئة العمل التعاوني التي تدعم الأشخاص سواء في عملهم الفردي أو المشترك بغض النظر عن موقعهم الجغرافي تتجاوز فكرة العمل التعاوني المدعوم بالحاسوب والذي يتعامل خصوصًا مع العمل المشترك.